# Proxy-indicator
Proxy-indicatoren zijn indicatoren die indirect iets zeggen over het klimaat in het verleden. Hiervoor zijn een aantal methodes. Enkele bekende methodes zijn:
- Palynologie: (pollenleer)
- Dendrochronologie: (jaarringen van bomen)

Bij palynologie wordt gekeken hoeveel pollen er in een bepaalde tijd is geweest. Hoe meer pollen hoe warmer. Dit pollen worden gevonden in de aardbodem. Aan de hand van onder andere C14-methode (koolstofdatering) kan men zien hoelang het geleden is.
Bij dendrochronologie wordt gekeken naar de jaarringen van de bomen. Hoe groter de ring hoe warmer het dat jaar is geweest. Bomen kunnen ook worden gevonden in de aardbodem ook hier kan men door de C14-methode (koolstofdatering) zien hoelang het geleden is.